# 16626 Thumper
16626 Thumper (1993 HJ3) là một tiểu hành tinh vành đai chính được phát hiện ngày 20 tháng 4 năm 1993 bởi Spacewatch ở Kitt Peak.